# Munhall
Munhall is een plaats (borough) in de Amerikaanse staat Pennsylvania, en valt bestuurlijk gezien onder Allegheny County. De plaats is enigszins bekend door de Homestead Library, gebouwd door Andrew Carnegie.

## Demografie
Bij de volkstelling in 2000 werd het aantal inwoners vastgesteld op 12.264. In 2006 is het aantal inwoners door het United States Census Bureau geschat op 11.358, een daling van 906 (-7,4%).

## Geografie
Volgens het United States Census Bureau beslaat de plaats een oppervlakte van 6,3 km², waarvan 6,0 km² land en 0,3 km² water.

## Plaatsen in de nabije omgeving
De onderstaande figuur toont nabijgelegen plaatsen in een straal van 4 km rond Munhall.

## Geboren
- Tom Ridge (1946), gouverneur van Pennsylvania (1995-2001) en minister van Binnenlandse Veiligheid (2003-2005)